# Albert Gottschalk

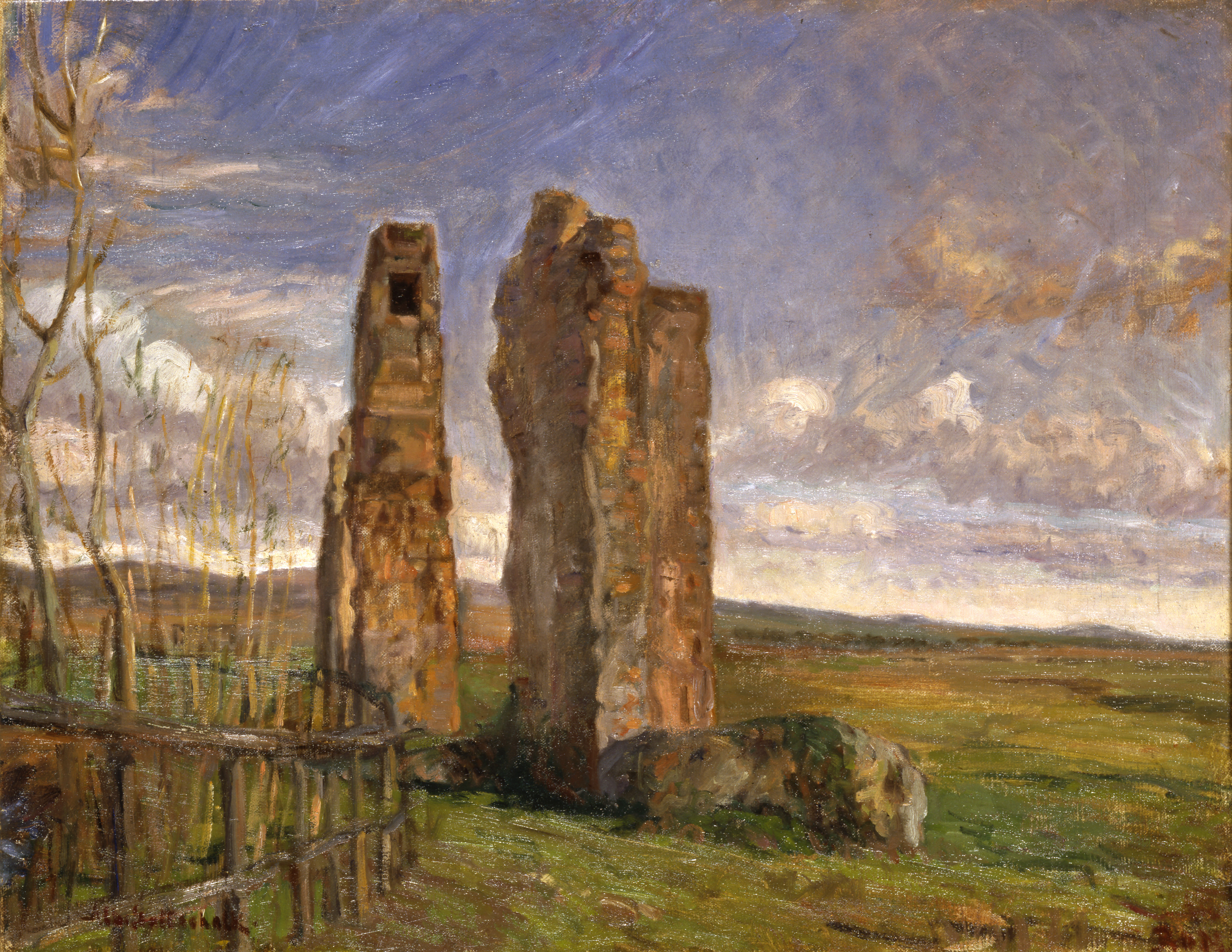
Ruiner i Campagnen, uno dei quadri di Gottschalk.

Albert Gottschalk (Stege, 3 luglio 1866 – Copenaghen, 13 febbraio 1906) è stato un pittore danese.

## Biografia
Gottschalk nacque a Stege nel 1866, successivamente si trasferì a Copenaghen. Stabilì un rapporto personale e artistico con i poeti Johannes Jørgensen, Viggo Stuckenberg e Sophus Claussen.
Nel suo lavoro si è ispirato a un altro pittore danese: Peder Severin Krøyer, ma anche all'arte francese.
Aveva una buona padronanza tecnica e passava un bel po' di tempo in cerca di ispirazione prima di cominciare a dipingere. I suoi quadri all'epoca sembrarono degli schizzi poco curati ma al giorno d'oggi sono considerati normali e apprezzati per la loro freschezza.

## Dove si trovano le opere di Gottschalk
- Statens Museum for Kunst, Copenaghen, Danimarca
- Den Hirsprungske Samling, Copenaghen, Danimarca